# Small (журнал)
Small — щотижневий рецензований науковий журнал присвячений нанотехнологіям. Засновано у 2005 році як щомісячний журнал, у 2009 році перейшов на двотижневий, а у 2015 році – на щотижневий випуск. Його видає Wiley-VCH, головний редактор — Хосе Олівейра. Відповідно до Journal Citation Reports, імпакт-фактор журналу на 2021 рік становить 15,153.
Імпакт-фактор у 2020 році склав 13,281. За статистикою Web of Science журнал з таким імпакт-фактором посідає 18 місце з 178 журналів у категорії "Мультидисциплінарна хімія", 25 місце з 334 журналів у категорії "Мультидисциплінарне матеріалознавство", одинадцяте місце зі 160 журналів у категорії "Прикладна фізика", 13 місце зі 106 журналів у категорії "Нанонауки та нанотехнології", 14 місце зі 162 журналів у категорії "Фізична хімія" та сьоме місце зі 69 журналів у категорії "Фізика, конденсовані речовини".